# Lhoist
Le Groupe Lhoist est une société belge spécialisée dans la production et la vente de chaux et dolomie, et dans la recherche et développement d'application de ces produits.

## Historique
L'histoire du groupe Lhoist remonte à la fin du XIXe siècle avec la création d’une première usine en Belgique, les Carrières et Fours à Chaux Dumont-Wautier ; cette usine fut créée par Hippolyte Dumont en 1889 à Hermalle. Son beau-fils, Léon Lhoist, crée en 1924 les établissements du même nom à Jemelle et en 1928, Lhoist établit son premier site français en Lorraine, Les Carrières et Fours à Chaux de Dugny-sur-Meuse, toujours en activité de nos jours (2023). Jean-Pierre Berghmans est à la tête du groupe Lhoist depuis la fin des années 1980.

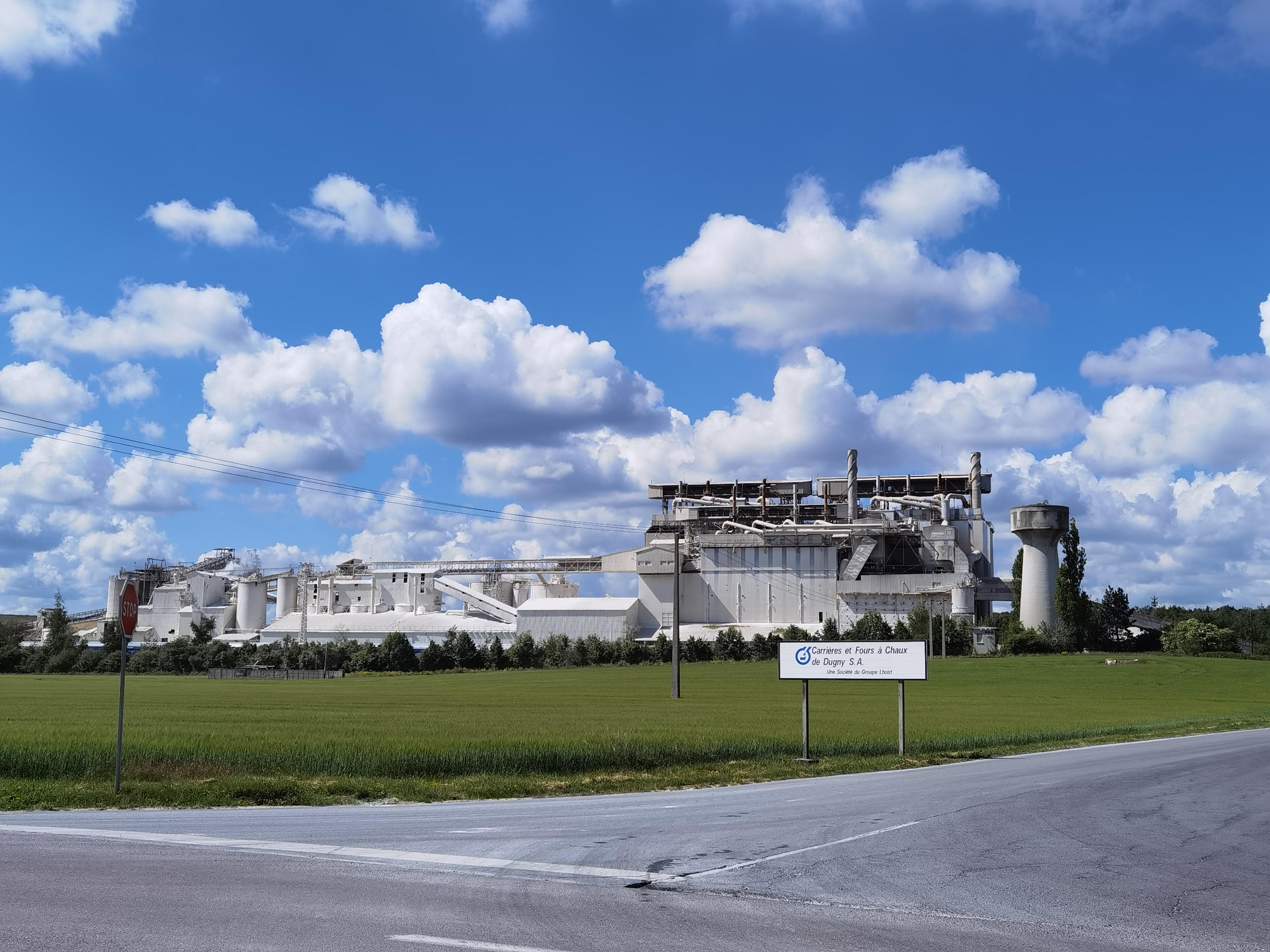
Usine Lhoist de Dugny-sur-Meuse

Dans les années 1980-90, le groupe prend des parts ou rachète des sociétés un peu partout dans le monde (États-Unis, République tchèque, Allemagne, Pologne, Mexique, Royaume-Uni, Brésil), faisant aujourd'hui de Lhoist le leader mondial de la production de chaux avec un chiffre d’affaires multipliés respectivement par 8 et par 30 en 25 ans. Le groupe compte un peu plus de 80 sites d’exploitation actifs dans une vingtaine de pays, et emploie plus de 5000 salariés.
Lhoist est présent sur différents marchés. Si la sidérurgie demeure le débouché le plus important, le génie civil, la construction et l’environnement présentent un fort potentiel de développement.
En 2021, le groupe compte une centaine de sites dans 25 pays et environ 6 700 employés.

## Les sites industriels
Parmi les nombreux sites industriels exploités par le groupe Lhoist, la carrière de calcaire de La Boverie près de Rochefort (Belgique) fait l'objet d'une demande d'extension qui rencontre une vive opposition locale du fait de son impact possible sur la galerie de Tridaine qui alimentait l'abbaye de Rochefort et la ville de Rochefort,,. En octobre 2021, le groupe renonce temporairement à pomper la nappe phréatique pour se tourner vers d'autres projets.